# Dendrobium pseudotenellum
Dendrobium pseudotenellum är en orkidéart som beskrevs av André Guillaumin. Dendrobium pseudotenellum ingår i släktet Dendrobium, och familjen orkidéer. Inga underarter finns listade i Catalogue of Life.